# Gare de Marvejols
A Gare de Marvejols egy vasútállomás Franciaországban, Marvejols településen.

## Vasútvonalak
Az állomást az alábbi vasútvonalak érintik:
- Béziers-Neussargues-vasútvonal

## Kapcsolódó állomások
A vasútállomáshoz az alábbi állomások vannak a legközelebb:
- Gare de Chirac
- Gare d’Aumont-Aubrac
- Gare de Mende